# Selección de rugby de Eslovenia
La selección de rugby de Eslovenia es el equipo representativo de dicho país en competencias oficiales. Se rigen por el Rugby Zveza Slovenije, (Unión Eslovena de Rugby).
Vale destacar que todavía no se han clasificado para ninguna edición de una Copa del Mundo.

## Plantel actual
| Nombre              | PJ | Club                               | Lugar de nacimiento   |
| ------------------- | -- | ---------------------------------- | --------------------- |
| Zaletel Rok         | 8  | RK Ljubljana                       | Bandera de Eslovenia  |
| Mulec Marko         | 0  | RK Maribor                         | Bandera de Eslovenia  |
| Sajevic Jaka        | 15 | RK Ljubljana                       | Bandera de Eslovenia  |
| Janžek Tine         | 0  | RK Maribor                         | Bandera de Eslovenia  |
| Pilko Blaž          | 13 | RK Ljubljana                       | Bandera de Eslovenia  |
| Gorjup Silvester    | 0  | RK Maribor                         | Bandera de Eslovenia  |
| Suljič Mirt         | 15 | RK Ljubljana                       | Bandera de Eslovenia  |
| Hočevar Tit         | 41 | RG Heidelberg                      | Bandera de Alemania   |
| Gobec Peter         | 32 | RK Ljubljana                       | Bandera de Eslovenia  |
| Kovacic Michael     | 1  | Greater Sydney Rams, Sydney Stars  | Bandera de Australia  |
| Miljuš Grega        | 40 | RK Ljubljana                       | Bandera de Eslovenia  |
| Mikič Uroš          | 0  |                                    | Bandera de Australia  |
| Šercer Jernej       | 19 | RK Ljubljana                       | Bandera de Eslovenia  |
| Vrhunc Žiga         | 8  |                                    | Bandera de Eslovenia  |
| Dobnikar Domen      | 6  | RK Ljubljana                       | Bandera de Eslovenia  |
| Skofic Max          | 9  | Sedgley Park Tigers                | Bandera de Inglaterra |
| Lewie Catt          | 1  | RC Lousã(Portugal)                 | Bandera de Australia  |
| Delmas Guillaume    | 4  | USO Massif Central(France)         | Bandera de Francia    |
| Lah Lev             | 0  | RK Ljubljana                       | Bandera de Eslovenia  |
| Javornik Iztok      | 11 | RK Ljubljana                       | Bandera de Eslovenia  |
| Skofic Jack         | 10 | Tarleton Rugby Union Football Club | Bandera de Inglaterra |
| Radelj-Šemrov Enej  | 17 | RK Ljubljana                       | Bandera de Eslovenia  |
| Burnik Žiga         | 26 | RK Ljubljana                       | Bandera de Eslovenia  |
| Sambol Lovro        | 17 | RK Ljubljana                       | Bandera de Eslovenia  |
| Kavčič Peter        | 32 | RK Ljubljana                       | Bandera de Eslovenia  |
| Skofic Frenk Joseph | 8  | Tarleton Rugby Union Football Club | Bandera de Inglaterra |
| Skofic George       | 7  | Tarleton Rugby Union Football Club | Bandera de Inglaterra |
| Troppan Anže        | 25 | RK Ljubljana                       | Bandera de Eslovenia  |
| Okič Gal            | 11 | RK Ljubljana                       | Bandera de Eslovenia  |
| Železnik Črt        | 7  | RK Ljubljana                       | Bandera de Eslovenia  |

## Palmarés
- Rugby Europe International Championships - Conferencia 2 (1): 2018-19 - Sur
- European Nations Cup - Division 3A  (1): 2001-02
- European Nations Cup - División 3B (1): 2008-10
- European Nations Cup - División 3C (1): 2006-08

## Participación en copas
| - No ha clasificado - FIRA Trophy 2 1992-94: 3º en el grupo - FIRA Trophy 2 1994-96: 4º en el grupo - FIRA Tournament 1997-98: 3º puesto - FIRA Tournament 1998-99: 3º en el grupo - ENC 4 2000: 1º en el grupo - ENC 3 2000-01: 2º en el grupo - ENC 3 2001-02: Campeón | - ENC 1B 2002-04: 4º puesto - ENC 1B 2004-06: 4º en el grupo - ENC 3C 2006-08: Campeón - ENC 3B 2008-10: Campeón - ENC 2B 2010-12: 4º puesto - ENC 2C 2012-14: 3º puesto - ENC 2C 2014-16: 2º puesto - RE Conference 2 2016-17: 3º en el grupo - RE Conference 2 2017-18: 4º en el grupo - RE Conference 2 2018-19: disputándose |

## Récord Guiness
El 12 de abril de 2014 la selección eslovena puso en cancha a Archie, Jack, Frank, George y Max Skofic en un encuentro jugado contra Bulgaria por la División 2 de la Copa de Naciones de Europa en Park Siska, Liubliana, obteniendo así el récord Guiness al equipo con mayor cantidad de hermanos en un encuentro internacional

## Estadísticas
| Rival                | PJ  | G  | P  | E | % G    |
| -------------------- | --- | -- | -- | - | ------ |
| Andorra              | 6   | 2  | 4  | 0 | 33%    |
| Armenia              | 1   | 0  | 1  | 0 | 0%     |
| Austria              | 17  | 12 | 5  | 0 | 70%    |
| Bélgica              | 3   | 1  | 2  | 0 | 33%    |
| Bosnia y Herzegovina | 4   | 2  | 2  | 0 | 50%    |
| Bulgaria             | 3   | 1  | 2  | 0 | 33%    |
| Croacia              | 8   | 3  | 5  | 0 | 37%    |
| Chipre               | 3   | 0  | 3  | 0 | 0%     |
| Dinamarca            | 6   | 4  | 2  | 0 | 66.67% |
| Finlandia            | 2   | 2  | 0  | 0 | 100%   |
| Hungría              | 12  | 7  | 5  | 0 | 71%    |
| Israel               | 3   | 2  | 1  | 0 | 66.67% |
| Lituania             | 2   | 1  | 0  | 1 | 50%    |
| Luxemburgo           | 6   | 2  | 4  | 0 | 33%    |
| Malta                | 1   | 1  | 0  | 0 | 100%   |
| Moldavia             | 2   | 2  | 0  | 0 | 100%   |
| Montenegro           | 4   | 3  | 1  | 0 | 75%    |
| Noruega              | 2   | 2  | 0  | 0 | 100%   |
| Serbia               | 7   | 5  | 2  | 0 | 71%    |
| Eslovaquia           | 1   | 1  | 0  | 0 | 100%   |
| España               | 1   | 0  | 1  | 0 | 0%     |
| Suiza                | 5   | 1  | 3  | 1 | 20%    |
| Ucrania              | 1   | 0  | 1  | 0 | 0%     |
| Turquía              | 1   | 1  | 0  | 0 | 100%   |
| Total                | 101 | 54 | 45 | 2 | 53%    |

| 2017–18 Rugby Europe# Conferencia 2 Sur | PJ | G | Pts |
| --------------------------------------- | -- | - | --- |
| Chipre ↓                                | 3  | 2 | 14  |
| Austria                                 | 3  | 1 | 9   |
| Eslovenia                               | 3  | 2 | 8   |
| Serbia                                  | 2  | 0 | 1   |
| Eslovaquia ↑                            | 3  | 0 | 0   |

## Resultados
Primer partido internacional
- 21 - 19 vs  Austria

(31 de mayo de 1992)
Victoria por mayor diferencia
- 77 - 5 vs  Bosnia y Herzegovina

(19 de mayo de 2007)
Derrota por mayor diferencia
- 0 - 88 vs  Suiza

(17 de mayo de 2012)